# Château de l'Armellière
Le château de l'Armellière est situé sur la route de Salin-de-Giraud, au lieu-dit Le Sambuc, sur le territoire de la commune d'Arles, en France. 

## Historique
La construction du château est commencée en 1605 par Pierre de Sabatier qui souhait avoir une résidence de campagne sur les terres qu'il possédait en Camargue. Le 13 avril, il donne le prix-fait à deux bateliers pour le transport des pierres extraites de la carrière de Mouleyrès. Quelques jours plus tard, il fait défricher 28 sesterées. Le 6 août, il achète à des carriers de Beaucaire 8 000 queyrons de pierre de taille à livrer sur une période d'un an. Alors que les travaux sont déjà commencés, Pierre de Sabatier engage le 6 février 1606 Pierre Breugier, maître maçon originaire de Montpellier et résidant à Avignon pour un prix de 126 livres pour construire l'édifice avec les ordres requis tels quil et ledict Sabatier adviseront et autrement comme bon semblera à icelluy Sr de Sabatier. Il passe le prix-fait de ferronerie le 3 avril avec Bonnefoy Vernet, serrurier d'Arles, le 16 mai celui de charpenterie et de menuiserie avec les frères Sabonnadière, charpentiers d'Arles. Les travaux de maçonnerie s'arrêtent à cause d'un désaccord et le contrat est rompu le 25 octobre 1606. Un nouveau contrat est passé le 13 novembre 1606 avec Jean Cavar, maçon originaire de Beaucaire établi à Arles vers 1600/1610, pour terminer la construction. À cette époque les murs sont probablement élevés jusqu'au premier étage. Le nouveau maçon doit achever les murailles extérieures et les tours d'angle, construire la cage d'escalier, les mâchicoulis et les créneaux, les chéneaux et gargouilles, la tourelle surmontant la toiture, les voûtes d'arêtes et en plein cintre du rez-de-chaussée, les voûtes sur pendentifs des tours et tourelles, les lucarnes et souches de cheminées et faire exécuter à ses frais la décoration des façades. Aucun architecte n'est mentionné dans les documents d'archives qui sont parvenus. Pierre de Sabatier est peut-être l'auteur des plans de son château. Les mâchicoulis du château reprennent ceux de l'hôtel de Laval-Castellane et du prieuré de Malte à Arles. Une hypothèse pourrait faire attribuer les plans à Antoine Borel, architecte de la ville d'Arles.
Le 15 octobre 1607, la construction de l'édifice est terminée à l'exception des créneaux et des couvertures des quatre cheminées. Pierre de Sabatier a pu s'y installer avant le début de l'hiver 1607.
La porte d'entrée-fenêtre sur balcon doit dater du règne de Louis XVI.

## Protection
Les façades et toitures des communs du château ont été inscrites au titre des monuments historiques le 18 juin 1987 et les façades et toitures du château, les jardins clos au nord et au sud avec leur mur de clôture, portails, grilles, terrasse nord et douves ont été classés le 30 novembre 1989.